# Rigor Sardonicous
A Rigor Sardonicous amerikai doom metal/funeral doom együttes. A zenekar 1988-ban alakult Long Island-en. Zenéjükben a lassú, súlyos doom metal hangzás és a death metal/goregrind hörgés keveredik. 

## Tagok
- Joseph Fogarazzo
- Glenn Hampton

## Korábbi tagok
- Ryan Böhlmann
- Gabe Madsen
- Steve Moran

## Diszkográfia
- Apocalypsis Damnare (1999)
- Principia Sardonica (2004)
- Vallis Ex Umbra de Mortuus (2008)
- Ego Diligio Vos (2012)

## Egyéb kiadványok
Demók
- Risus Ex Mortuus (1994)

Koncertalbumok
- Vivescere Exitium (2009)

Középlemezek, split lemezek
- The Forgotten / Rigor Sardonicous (split, 2002)
- Amores Defunctus Tuus Mater (split, 2007)
- I / Neo-pesaimism (split, 2010)
- Ridenti Mortis (EP, 2018)